# Chileotaxus
Chileotaxus is een monotypisch geslacht van spinnen uit de  familie van de Synotaxidae.

## Soort
- Chileotaxus sans Platnick, 1990